# Денніс Кайгин
Денніс Кайгин (тур. Dennis Kaygın, нар. 2 квітня 2004, Заульгайм) — турецький і німецький футболіст, півзахисник нідерландського клубу «Віллем II», за який грає в оренді з австрійського клубу «Рапід» (Відень).

## Клубна кар'єра
Денніс Кайгин народився 2004 року в німецькому місті Заульгайм, та є вихованцем футбольної школи клубу «Майнц 05». У 2023 році Кайгин розпочав грати в австрійській команді «Рапід» (Відень), за яку грав до початку 2025 року. У 2025 році керівництво клубу віддало футболіста в оренду до нідерландського клубу «Віллем II».

## Виступи за збірні
У 2021 році Денніс Кайгин дебютував у складі юнацької збірної Німеччини, загалом на юнацькому рівні взяв участь у 5 іграх, відзначившись одним забитим голом.